# Giuliano Ceccoli
Giuliano Ceccoli (18 settembre 1949) è un ex tiratore a segno sammarinese.

## Biografia
Nato nel 1949, a 42 anni ha partecipato ai Giochi olimpici di Barcellona 1992, nella gara di fucile 10 metri aria compressa, nella quale ha chiuso le qualificazioni al 43º posto con 561 punti, non riuscendo ad accedere alla finale, riservata ai primi otto.